# Chic/Diskografie
Diese Diskografie ist eine Übersicht über die musikalischen Werke der US-amerikanischen Disco-, Soul- und Funkband Chic. Den Schallplattenauszeichnungen zufolge hat sie bisher mehr als 13,3 Millionen Tonträger verkauft, davon alleine in ihrer Heimat über 10,5 Millionen. Ihre erfolgreichste Veröffentlichung ist ihre Single Le Freak mit über 6,5 Millionen verkauften Einheiten.

## Alben

### Studioalben
| Jahr | Titel           | Höchstplatzierung, Gesamtwochen, AuszeichnungChartplatzierungen (Jahr, Titel, Platzierungen, Wochen, Auszeichnungen, Anmerkungen) | Höchstplatzierung, Gesamtwochen, AuszeichnungChartplatzierungen (Jahr, Titel, Platzierungen, Wochen, Auszeichnungen, Anmerkungen) | Höchstplatzierung, Gesamtwochen, AuszeichnungChartplatzierungen (Jahr, Titel, Platzierungen, Wochen, Auszeichnungen, Anmerkungen) | Höchstplatzierung, Gesamtwochen, AuszeichnungChartplatzierungen (Jahr, Titel, Platzierungen, Wochen, Auszeichnungen, Anmerkungen) | Höchstplatzierung, Gesamtwochen, AuszeichnungChartplatzierungen (Jahr, Titel, Platzierungen, Wochen, Auszeichnungen, Anmerkungen) | Höchstplatzierung, Gesamtwochen, AuszeichnungChartplatzierungen (Jahr, Titel, Platzierungen, Wochen, Auszeichnungen, Anmerkungen) | Anmerkungen                                                                  |
| Jahr | Titel           | DE | AT | CH | UK | US | R&B | Anmerkungen                                                                  |
| ---- | --------------- | --- | --- | --- | --- | --- | --- | ---------------------------------------------------------------------------- |
| 1977 | Chic            | — | — | — | — | US27 Gold · (40 Wo.)US | R&B12 (31 Wo.)R&B | Erstveröffentlichung: Dezember 1977 Co-Produzent: Kenny Lehman               |
| 1978 | C’est Chic      | DE10 (21 Wo.)DE | AT21 (12 Wo.)AT | — | UK2 Gold · (24 Wo.)UK | US4 Platin · (48 Wo.)US | R&B1 (38 Wo.)R&B | Erstveröffentlichung: November 1978 Co-Produzenten: Mark Kreiner, Tom Cossie |
| 1979 | Risqué          | — | — | — | UK29 Silber · (12 Wo.)UK | US5 Platin · (17 Wo.)US | R&B2 (17 Wo.)R&B | Erstveröffentlichung: August 1979                                            |
| 1980 | Real People     | — | — | — | — | US30 (15 Wo.)US | R&B8 (19 Wo.)R&B | Erstveröffentlichung: Juli 1980 Aufnahme: Power Station Studio, New York     |
| 1981 | Take It Off     | — | — | — | — | US124 (9 Wo.)US | R&B36 (14 Wo.)R&B | Erstveröffentlichung: Dezember 1981                                          |
| 1982 | Tongue in Chic  | — | — | — | — | US173 (6 Wo.)US | R&B47 (9 Wo.)R&B | Erstveröffentlichung: November 1982                                          |
| 1983 | Believer        | — | — | — | — | — | — | Erstveröffentlichung: 14. November 1983                                      |
| 1992 | Chicism         | DE55 (7 Wo.)DE | — | CH40 (1 Wo.)CH | — | — | R&B39 (17 Wo.)R&B | Erstveröffentlichung: März 1992                                              |
| 2018 | It’s About Time | DE72 (1 Wo.)DE | — | CH28 (1 Wo.)CH | UK10 (1 Wo.)UK | — | — | Erstveröffentlichung: 28. September 2018 mit Nile Rodgers                    |

grau schraffiert: keine Chartdaten aus diesem Jahr verfügbar
* Hauptproduzenten aller aufgeführten Studioalben sind Bernard Edwards und Nile Rodgers.

### Livealben
- 1999: Live at the Budokan (aufgenommen 1996 im Nippon Budōkan, Tokio)
- 2005: A Night in Amsterdam (CD + DVD)
- 2009: Mt. Fuji Jazz Festival ’03
- 2011: Le Freak Live

### Kompilationen
| Jahr | Titel                                                   | Höchstplatzierung, Gesamtwochen, AuszeichnungChartplatzierungen (Jahr, Titel, Platzierungen, Wochen, Auszeichnungen, Anmerkungen) | Höchstplatzierung, Gesamtwochen, AuszeichnungChartplatzierungen (Jahr, Titel, Platzierungen, Wochen, Auszeichnungen, Anmerkungen) | Höchstplatzierung, Gesamtwochen, AuszeichnungChartplatzierungen (Jahr, Titel, Platzierungen, Wochen, Auszeichnungen, Anmerkungen) | Höchstplatzierung, Gesamtwochen, AuszeichnungChartplatzierungen (Jahr, Titel, Platzierungen, Wochen, Auszeichnungen, Anmerkungen) | Höchstplatzierung, Gesamtwochen, AuszeichnungChartplatzierungen (Jahr, Titel, Platzierungen, Wochen, Auszeichnungen, Anmerkungen) | Höchstplatzierung, Gesamtwochen, AuszeichnungChartplatzierungen (Jahr, Titel, Platzierungen, Wochen, Auszeichnungen, Anmerkungen) | Anmerkungen                                                                       |
| Jahr | Titel                                                   | DE | AT | CH | UK | US | R&B | Anmerkungen                                                                       |
| ---- | ------------------------------------------------------- | --- | --- | --- | --- | --- | --- | --------------------------------------------------------------------------------- |
| 1979 | The Best Of                                             | — | — | — | UK30 (8 Wo.)UK | — | — | Erstveröffentlichung: Dezember 1979                                               |
| 1979 | Les plus grands succes de Chic – Chic’s Greatest Hits   | — | — | — | — | US88 (9 Wo.)US | R&B44 (9 Wo.)R&B | Erstveröffentlichung: Dezember 1979                                               |
| 1987 | Freak Out – The Greatest Hits of Chic and Sister Sledge | — | — | — | UK72 (3 Wo.)UK | — | — | Erstveröffentlichung: November 1987 mit Sister Sledge, Splitalbum mit je 8 Tracks |

grau schraffiert: keine Chartdaten aus diesem Jahr verfügbar
Weitere Kompilationen
- 1982: Collection
- 1990: Best of Chic
- 1991: Dance, Dance, Dance – The Best Of (UK: Silber)
- 1991: Greatest Hits (mit Rose Royce, Splitalbum mit je 9 Tracks)
- 1992: The Best of Chic – Volume 2
- 1995: Everybody Dance
- 1997: Dance, Dance, Dance and Other Hits
- 1998: The Best of Chic & Remix
- 1999: The Very Best of Chic and Sister Sledge (mit Sister Sledge, Splitalbum)
- 2000: The Very Best of Chic
- 2002: Le Freak
- 2002: Ultimate Chic
- 2003: Real People / Tongue in Chic
- 2005: Good Times – The Very Best of Chic & Sister Sledge – The Hits & the Remixes (mit Sister Sledge, Splitalbum, 2 CDs)
- 2006: The Definitive Groove Collection (UK: Silber)
- 2011: Magnifique! – The Very Best of Chic (2 CDs)
- 2011: Original Album Series (Box mit 5 CDs)
- 2013: Up All Night – The Greatest Hits (Nile Rodgers presents the Chic Organization – mit Tracks von Chic, Sister Sledge, Diana Ross, Sheila & B. Devotion, Norma Jean Wright, Carly Simon, Johnny Mathis und Debbie Harry)
- 2013: Chic / C’est Chic (2 CDs)
- 2013: The 12" Singles Collection (Box mit 5 Vinyl-Maxis)
- 2013: The Studio Album Collection 1977–1992 (8 CDs)[4]

## Singles
| Jahr | Titel Album                                       | Höchstplatzierung, Gesamtwochen, AuszeichnungChartplatzierungen (Jahr, Titel, Album, Platzierungen, Wochen, Auszeichnungen, Anmerkungen) | Höchstplatzierung, Gesamtwochen, AuszeichnungChartplatzierungen (Jahr, Titel, Album, Platzierungen, Wochen, Auszeichnungen, Anmerkungen) | Höchstplatzierung, Gesamtwochen, AuszeichnungChartplatzierungen (Jahr, Titel, Album, Platzierungen, Wochen, Auszeichnungen, Anmerkungen) | Höchstplatzierung, Gesamtwochen, AuszeichnungChartplatzierungen (Jahr, Titel, Album, Platzierungen, Wochen, Auszeichnungen, Anmerkungen) | Höchstplatzierung, Gesamtwochen, AuszeichnungChartplatzierungen (Jahr, Titel, Album, Platzierungen, Wochen, Auszeichnungen, Anmerkungen) | Höchstplatzierung, Gesamtwochen, AuszeichnungChartplatzierungen (Jahr, Titel, Album, Platzierungen, Wochen, Auszeichnungen, Anmerkungen) | Höchstplatzierung, Gesamtwochen, AuszeichnungChartplatzierungen (Jahr, Titel, Album, Platzierungen, Wochen, Auszeichnungen, Anmerkungen) | Anmerkungen                                                                                                  | [↑]: gemeinsam behandelt mit vorhergehendem Eintrag; [←]: in beiden Charts platziert |
| Jahr | Titel Album                                       | DE | AT | CH | UK | US | R&B | Dance | Anmerkungen                                                                                                  |                                                                                      |
| ---- | ------------------------------------------------- | --- | --- | --- | --- | --- | --- | --- | --- | ------------------------------------------------------------------------------------ |
| 1977 | Dance, Dance, Dance (Yowsah, Yowsah, Yowsah) Chic | DE40 (4 Wo.)DE | — | — | UK6 Silber · (12 Wo.)UK | US6 Gold · (28 Wo.)US | R&B6 (22 Wo.)R&B | Dance1 (32 Wo.)Dance | Erstveröffentlichung: September 1977 Co-Autor: Kenny Lehman                                                  |                                                                                      |
| 1977 | You Can Get By Chic                               | — | — | — | — | — | —[Dance: ↑] | Dance1 (32 Wo.)Dance | Erstveröffentlichung: Dezember 1977                                                                          |                                                                                      |
| 1978 | Everybody Dance Chic                              | — | — | — | UK9 Silber · (11 Wo.)UK | US38 (10 Wo.)US | R&B12 (17 Wo.)R&B[Dance: ↑] | Dance1 (32 Wo.)Dance | Erstveröffentlichung: März 1978 Backing Vocals: Luther Vandross                                              |                                                                                      |
| 1978 | Le Freak C’est Chic                               | DE5 (22 Wo.)DE | AT6 (16 Wo.)AT | CH2 (14 Wo.)CH | UK7 Platin · (17 Wo.)UK | US1 ×5Fünffachplatin · (25 Wo.)US | R&B1 (20 Wo.)R&B | Dance1 (22 Wo.)Dance | Erstveröffentlichung: Oktober 1978 R&B Hall of Fame                                                          |                                                                                      |
| 1978 | Chic Cheer C’est Chic                             | — | — | — | — | — | —[Dance: ↑] | Dance1 (22 Wo.)Dance | Erstveröffentlichung: November 1978                                                                          |                                                                                      |
| 1979 | I Want Your Love C’est Chic                       | DE27 (7 Wo.)DE | — | — | UK4 Silber · (11 Wo.)UK | US7 Gold · (19 Wo.)US | R&B5 (15 Wo.)R&B[Dance: ↑] | Dance1 (22 Wo.)Dance | Erstveröffentlichung: Januar 1979                                                                            |                                                                                      |
| 1979 | Good Times Risqué                                 | DE36 (10 Wo.)DE | — | — | UK5 Silber · (13 Wo.)UK | US1 Gold · (19 Wo.)US | R&B1 (18 Wo.)R&B | Dance3 (18 Wo.)Dance | Erstveröffentlichung: Juni 1979 Rolling Stone 500: Platz 224                                                 |                                                                                      |
| 1979 | My Forbidden Lover Risqué                         | DE47 (3 Wo.)DE | — | — | UK15 (8 Wo.)UK | US43 (9 Wo.)US | R&B33 (8 Wo.)R&B[Dance: ↑] | Dance3 (18 Wo.)Dance | Erstveröffentlichung: September 1979                                                                         |                                                                                      |
| 1979 | My Feet Keep Dancing Risqué                       | — | — | — | UK21 (9 Wo.)UK | — | R&B42 (8 Wo.)R&B[Dance: ↑] | Dance3 (18 Wo.)Dance | Erstveröffentlichung: November 1979                                                                          |                                                                                      |
| 1980 | Rebels Are We Real People                         | — | — | — | — | US61 (6 Wo.)US | R&B8 (14 Wo.)R&B | — | Erstveröffentlichung: Juni 1980                                                                              |                                                                                      |
| 1980 | Real People                                       | — | — | — | — | US79 (3 Wo.)US | R&B51 (7 Wo.)R&B | Dance29 (12 Wo.)Dance | Erstveröffentlichung: Oktober 1980                                                                           |                                                                                      |
| 1980 | Chip Off the Old Block Real People                | — | — | — | —[US: ↑] | US79 (3 Wo.)US | — | — | Erstveröffentlichung: November 1980                                                                          |                                                                                      |
| 1981 | Stage Fright Take It Off                          | — | — | — | — | — | R&B34 (12 Wo.)R&B | — | Erstveröffentlichung: Dezember 1981                                                                          |                                                                                      |
| 1982 | Soup for One Soup for One (Soundtrack)            | — | — | — | — | US80 (6 Wo.)US | R&B14 (13 Wo.)R&B | — | Erstveröffentlichung: April 1982 vom Soundtrack des gleichnamigen Films                                      |                                                                                      |
| 1982 | Hangin’ Tongue in Chic                            | — | — | — | UK64 (5 Wo.)UK | — | R&B48 (11 Wo.)R&B | — | Erstveröffentlichung: Oktober 1982                                                                           |                                                                                      |
| 1983 | Give Me the Lovin’ Believer                       | — | — | — | — | — | R&B57 (9 Wo.)R&B | — | Erstveröffentlichung: Dezember 1983                                                                          |                                                                                      |
| 1984 | Chic Cheer (1984 Mix) –                           | — | — | — | UK81 (2 Wo.)UK | — | — | — | Erstveröffentlichung: November 1984 Remix: Bernard Edwards                                                   |                                                                                      |
| 1987 | Jack Le Freak –                                   | — | — | — | UK19 (6 Wo.)UK | — | — | Dance15 (6 Wo.)Dance | Erstveröffentlichung: September 1987 Mix: Phil Harding                                                       |                                                                                      |
| 1988 | Good Times (Remix ’88) –                          | — | — | — | UK80 (2 Wo.)UK | — | — | — | Erstveröffentlichung: März 1988 Remix: Anna Jolley, Brian Harris, Mark Jolley                                |                                                                                      |
| 1990 | Megachic – Chic Medley Best of Chic               | — | — | — | UK58 (2 Wo.)UK | — | — | — | Erstveröffentlichung: Juli 1990                                                                              |                                                                                      |
| 1992 | Chic Mystique Chic-ism                            | DE25 (20 Wo.)DE | AT20 (9 Wo.)AT | CH22 (9 Wo.)CH | UK48 (3 Wo.)UK | — | R&B48 (8 Wo.)R&B | Dance1 (12 Wo.)Dance | Erstveröffentlichung: Januar 1992                                                                            |                                                                                      |
| 1992 | Your Love Chic-ism                                | — | — | — | — | — | — | Dance3 (12 Wo.)Dance | Erstveröffentlichung: Juni 1992                                                                              |                                                                                      |
| 2000 | My Forbidden Lover Superbad …                     | — | — | — | UK59 (1 Wo.)UK | — | — | — | Erstveröffentlichung: Juni 2000 Romina Johnson feat. Chic Remixe von T Smoove, Gianni Bini und Paolo Martini |                                                                                      |
| 2006 | Sensitivity Sound Advice                          | — | — | — | UK40 (3 Wo.)UK | — | — | — | Erstveröffentlichung: Juli 2006 mit The Shapeshifters Co-Autoren: Jenna Gibbons, Max Reich, Simon Marlin     |                                                                                      |
| 2015 | I’ll Be There –                                   | — | — | — | UK68 (2 Wo.)UK | — | — | — | Erstveröffentlichung: März 2015 Chic feat. Nile Rodgers und The Martinez Brothers                            |                                                                                      |

Weitere Singles
- 1980: 26
- 1983: You Are Beautiful
- 1984: Party Everybody
- 2018: Sober (mit Nile Rodgers feat. Craig David & Stefflon Don)

* Hauptautoren aller aufgeführten Lieder sind Bernard Edwards und Nile Rodgers.

## Videoalben
- 2004: Live at the Budokan
- 2005: Live at Montreux 2004 (Nile Rodgers & Chic)
- 2006: Le Freak: Live
- 2006: Live in Amsterdam
- 2007: Live in Paradiso Amsterdam 2005
- 2009: Chic Live
- 2009: Mount Fuji Jazz Festival ’03

## Statistik

### Chartauswertung
|                     | DE    | AT    | CH    | UK    | US    | R&B     |
| ------------------- | ----- | ----- | ----- | ----- | ----- | ------- |
| Nummer-eins-Alben   | DE—DE | AT—AT | CH—CH | UK—UK | US—US | R&B1R&B |
| Top-10-Alben        | DE1DE | AT—AT | CH—CH | UK1UK | US2US | R&B3R&B |
| Alben in den Charts | DE2DE | AT1AT | CH1CH | UK4UK | US7US | R&B8R&B |

|                       | DE    | AT    | CH    | UK     | US    | R&B      | Dance       |
| --------------------- | ----- | ----- | ----- | ------ | ----- | -------- | ----------- |
| Nummer-eins-Singles   | DE—DE | AT—AT | CH—CH | UK—UK  | US2US | R&B2R&B  | Dance3Dance |
| Top-10-Singles        | DE1DE | AT1AT | CH1CH | UK5UK  | US4US | R&B5R&B  | Dance5Dance |
| Singles in den Charts | DE6DE | AT2AT | CH2CH | UK16UK | US9US | R&B14R&B | Dance7Dance |

### Auszeichnungen für Musikverkäufe
| Goldene Schallplatte - Frankreich - 1979: für die Single Le Freak - Hongkong - 1979: für das Album C’est Chic - Italien - 2024: für die Single Le Freak | Platin-Schallplatte - Kanada - 1979: für das Album C’est Chic - Neuseeland - 1979: für die Single Le Freak 2× Platin-Schallplatte - Kanada - 1979: für die Single Le Freak |

Anmerkung: Auszeichnungen in Ländern aus den Charttabellen bzw. Chartboxen sind in ebendiesen zu finden.
| Land/RegionAuszeichnungen für Musikverkäufe (Land/Region, Auszeichnungen, Verkäufe, Quellen) | Silber     | Gold     | Platin       | Verkäufe   | Quellen         |
| -------------------------------------------------------------------------------------------- | ---------- | -------- | ------------ | ---------- | --------------- |
| Frankreich (SNEP)                                                                            | —          | Gold1    | —            | 500.000    | infodisc.fr     |
| Hongkong (IFPI/HKRIA)                                                                        | —          | Gold1    | —            | 10.000     | ifpihk.org      |
| Italien (FIMI)                                                                               | —          | Gold1    | —            | 50.000     | fimi.it         |
| Kanada (MC)                                                                                  | —          | —        | 3× Platin3   | 400.000    | musiccanada.com |
| Neuseeland (RMNZ)                                                                            | —          | —        | Platin1      | 20.000     | Einzelnachweise |
| Vereinigte Staaten (RIAA)                                                                    | —          | 4× Gold4 | 7× Platin7   | 10.500.000 | riaa.com        |
| Vereinigtes Königreich (BPI)                                                                 | 7× Silber7 | Gold1    | Platin1      | 1.880.000  | bpi.co.uk       |
| Insgesamt                                                                                    | 7× Silber7 | 8× Gold8 | 12× Platin12 |            |                 |